# Sestroreck
Sestroreck (rusky Сестрорецк, finsky Siestarjoki, švédsky Systerbäck) je vnitřněměstské území města federativního významu v Petrohradu v Ruské federaci. Při sčítání lidu v roce 2010 měl sedmatřicet tisíc obyvatel.

## Poloha a doprava
Sestroreck leží u ústí Sestry do Finského zálivu. Od centra Petrohradu je vzdálen přibližně pětatřicet kilometrů severozápadně. Na území města leží přehrada na Sestře zvaná Sestrorecký razliv.
Přes město vede železniční trať z Petrohradu přes Vyborg do Helsinek. V jižní části Sestrorecku prochází petrohradský obchvat, který zde přechází na Petrohradskou hráz vedoucí na Kronštadt.

## Dějiny
- Švédské osídlení na území Sestrorecku je doloženo nejpozději v roce 1643.
- Ruské sídlo zde založil car Petr Veliký v roce 1714 a později bylo pojmenováno podle řeky.
- V roce 1724 zde byla pod vedením Georga Wilhelma Henninga vybudována zbrojovka, která v devatenáctém století patřila k nejvýznamnějším v celém ruském impériu.
- V letech 1812–1864 byl Sestroreck součástí Finského velkoknížectví.
- Zároveň obec sloužila jako vojenská základna, například během Krymské války, jejíž zdejší operace bývají označovány Ålandská válka.
- Koncem 19. století stoupal význam Sestrorecku jako rekreační oblasti pro Petrohrad.
- V roce 1875 na trati mezi Sestroreckem a Beloostrovem experimentoval Fedir Apollonovyč Pirockyj jako první na světě s tramvají s elektrickou trakcí.
- Od 16. června 1925 je Sestroreck městem.

## Památky a muzea
- Petropavelský chrám ruské pravoslavné církve
- Dubky - rozsáhlý park s jezerem a potoky, součást někdejší letní rezidence cara Petra Velikého, stavba se nedochovala
- zbytky lázeňských budov a sanatorií z konce 19. století
- dětské sanatorium a rehabilitační centrum Dětské duny (založeno roklu 1906) - z někdejšího komplexu dřevěných a zděných budov stojí jen jedna s bývalým kostelem
- Nádraží
- Městský hřbitov s památníkem hrdinů druhé světové války
- Muzeum Ostapa Bendera při městské knihovně
- Bronzový pomník spisovatele Zoščenka

## Osobnosti
- Alexandr Nikitič Panšin (1863–1904), rychlobruslař a krasobruslař, narodil se a zemřel zde
- Leonid Andrejev (1871–1919), spisovatel, žil zde
- Nikolaj Alexandrovič Jemeljanov (1871–1872), revolucionář, narodil se zde
- Michail Michajlovič Zoščenko (1894–1958), spisovatel, narodil se zde, jeho dača byla zbořena